# POMLT
POMLT ou P-OMLT est l'acronyme anglais de Police Operational Mentor and Liaison Team. En français, Équipe de Liaison et de Tutorat Opérationnel (ELTO).
Au sein de la Force internationale d'assistance et de sécurité (International Security Assistance Force ou ISAF) de l'OTAN en Afghanistan, les POMLT sont de petites équipes de cadres et de spécialistes regroupant de cinq à une cinquantaine de personnels dont le rôle est de conseiller les policiers de la police nationale afghane (Afghan National Police - ANP) pour développer l’instruction et l’entraînement (mentoring en anglais).
Les POMLT Françaises sont armées par la Gendarmerie nationale.